# Tak for sidst (film fra 1950)
|  | Denne artikel er oprettet af botten Steenthbot ud fra en ekstern database. Den kan derfor have sproglige fejl eller mangler. Denne skabelon kan fjernes efter kontrol af indholdet. |

 For alternative betydninger, se Tak for sidst. (Se også artikler, som begynder med Tak for sidst)
Tak for sidst er en dansk kortfilm fra 1950 instrueret af Holger Jensen efter eget manuskript.

## Handling
Ulla Hjorth Nielsen har moderniseret og skabt en fuldstændig ny lydside til Holger Jensens stumfilm fra 1950, der var inspireret af mesterværket Cykeltyven. De to københavnerbørn, Lis på 11 år og Mads på 14, deler skole og baggård på Nørrebro. De driller hinanden eftertrykkeligt, men drilleriet går for vidt, da Mads er skyld i, at Lis' cykel ødelægges. Da de senere mødes som feriebørn på landet, skal Mads forsøge at gøre skaden god igen. Filmen emmer af efterkrigstid og begyndende velfærdsstat - fra et Nørrebro med baggårde, sporvogne og småindustri over damplokomotiver og storebæltsfærge til jysk bondegårdsferie.